# District de Bardejov
Le district de Bardejov est l'un des 79 districts de Slovaquie dans la région de Prešov.

## Démographie

### Évolution de la population
| Année:               | 1994.  | 2004.   | 2014.   | 2024.   |
| -------------------- | ------ | ------- | ------- | ------- |
| Nombre de personnes: | 73 638 | 76 455  | 77 830  | 75 664  |
| Différence:          |        | +3,82 % | +1,79 % | -2,78 % |

| Année:               | 2023.  | 2024.   |
| -------------------- | ------ | ------- |
| Nombre de personnes: | 75 547 | 75 664  |
| Différence:          |        | +0,15 % |

## Liste des communes
Source :

### Villes
- Bardejov

### Villages
Abrahámovce | Andrejová | Bartošovce | Becherov | Beloveža | Bogliarka | Brezov | Brezovka | Buclovany | Cigeľka | Dubinné | Frička | Fričkovce | Gaboltov | Gerlachov | Hankovce | Harhaj | Hažlín | Hertník | Hervartov | Hrabovec | Hrabské | Hutka | Chmeľová | Janovce | Jedlinka | Kľušov | Kobyly | Kochanovce | Komárov | Koprivnica | Kožany | Krivé | Kríže | Kružlov | Kučín | Kurima | Kurov | Lascov | Lenartov | Lipová | Livov | Livovská Huta | Lopúchov | Lukavica | Lukov | Malcov | Marhaň | Mikulášová | Mokroluh | Nemcovce | Nižná Polianka | Nižná Voľa | Nižný Tvarožec | Oľšavce | Ondavka | Ortuťová | Osikov | Petrová | Poliakovce | Porúbka | Raslavice | Regetovka | Rešov | Richvald | Rokytov | Smilno | Snakov | Stebnícka Huta | Stebník | Stuľany | Sveržov | Šarišské Čierne | Šašová | Šiba | Tarnov | Tročany | Vaniškovce | Varadka | Vyšná Polianka | Vyšná Voľa | Vyšný Kručov | Vyšný Tvarožec | Zborov | Zlaté